# Goor-Asbroek

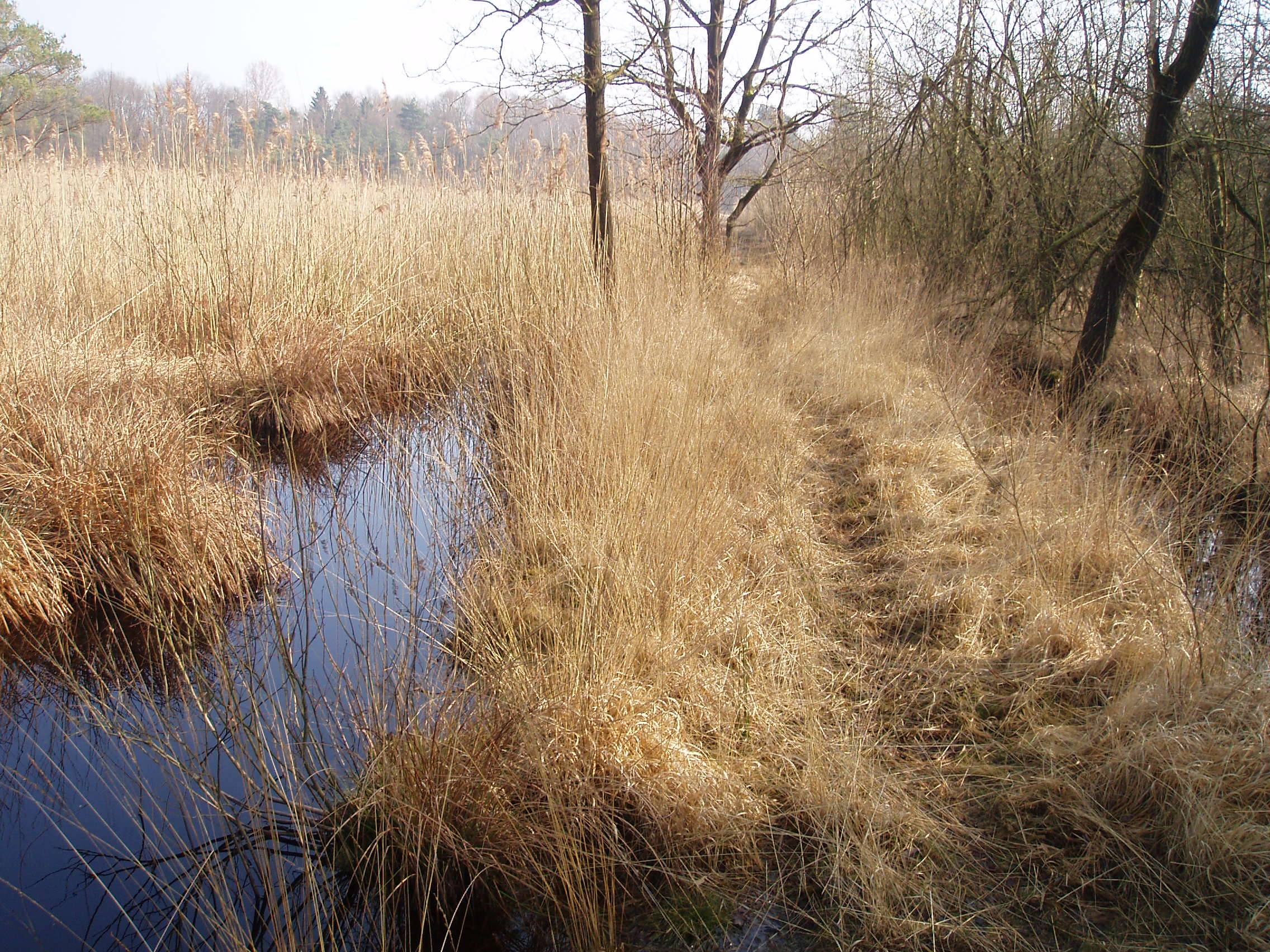
Goor-Asbroek

Goor-Asbroek is een natuurgebied nabij de tot de Antwerpse gemeente Hulshout behorende plaats Westmeerbeek.
Het betreft een gebied van tientallen ha dat beheerd wordt door Natuurpunt.
Het gebied ligt in de laaggelegen vallei van de Steenkensbeek, gevormd als voormalige loop van de Grote Nete. Er is een rijke planten- en dierenwereld wat komt door de kalkrijke kwel op zure bodem. In het venige gebied werd lange tijd turf gewonnen, waartoe allerlei greppels werden gegraven en rabatten werden gevormd. Het Goor-Asbroek is Europees beschermd als onderdeel van Natura 2000-gebied Bovenloop van de Grote Nete met Zammelsbroek, Langdonken en Goor.

## Flora
Het bijzondere milieu herbergt onder meer het uiterst zeldzame kwelviltsterrenmos (Rhizomnium pseudopunctatum), een veenmossoort die in Vlaanderen uitsluitend hier groeit. Het vochtige heidemilieu is een groeiplaats voor planten als: galigaan, zonnedauw, veenpluis, draadzegge en klokjesgentiaan. Verder vindt men er de veelstengelige waterbies, moerashertshooi en duizendknoopfonteinkruid.

## Fauna
Men vindt er vogels als watersnip, houtsnip, blauwborst en havik. Ook levendbarende hagedis en poelkikker worden er gevonden.

## Toegankelijkheid
Het gebied is toegankelijk op de paden.